# Dipolo molecolare
In fisica molecolare, un dipolo molecolare è il dipolo elettrico presente in una molecola, dovuto alla distribuzione non uniforme di carica elettrica. Il momento dipolare rappresenta la somma vettoriale di tutti i momenti di legame presenti. Il momento di dipolo di legame è dato dal prodotto della carica per la distanza di legame e si misura in coulomb·metro (C·m) nel SI. L'unità di misura comunemente utilizzata in chimica, ma non accettata dal SI, per quantificare un dipolo elettrico è il debye, simbolo D. Un debye vale 3,336·10−30 C·m. Molecole con legami polari, quali ad esempio il metano e il diossido di carbonio, risultano apolari a causa della loro geometria rispettivamente tetraedrica e lineare centrosimmetrica che produce un momento molecolare nullo.
Esempio di dipolo molecolare:
Dipolo molecolare costituito dall'acqua. Il momento associato al legame O-H vale 1,51 D. Il senso della freccia indica il verso dello spostamento del baricentro della nuvola elettronica di legame. Il momento dipolare totale è il vettore risultante dei momenti dipolari dei singoli legami.
Si possono classificare tre tipi di dipoli: permanenti, istantanei e indotti.

## Dipoli permanenti
Si hanno quando due atomi in una molecola hanno una elettronegatività differente e un atomo attrae gli elettroni di legame più esterni dell'altro, acquisendo una parziale carica negativa e inducendo una parziale carica positiva sull'altro atomo.

Ad esempio:
```
 (

  

    

      

        
δ

      

    

    
{\displaystyle \delta }

  

+) H-Cl (

  

    

      

        
δ

      

    

    
{\displaystyle \delta }

  

-)
```

Il fenomeno può anche avvenire in relazione alla particolare geometria molecolare, quando questa determini una risultante non nulla dei dipoli presenti fra i diversi atomi che costituiscono la molecola.
Le molecole con dipoli permanenti vengono definite polari.

## Dipoli istantanei
Si hanno quando gli elettroni di una molecola (non necessariamente polare) hanno fluttuazioni della loro distribuzione e creano momentanee differenze di carica elettrica. Questi dipoli istantanei causano interazioni deboli di natura elettrostatica (note come forze di Dispersione di London) che si esercitano tra molecole adiacenti.

Ad esempio:
```
 (0) Cl-Cl (0)  [fluttuazione elettronica] -->  (

  

    

      

        
δ

      

    

    
{\displaystyle \delta }

  

+) Cl-Cl (

  

    

      

        
δ

      

    

    
{\displaystyle \delta }

  

-)
```

## Dipoli indotti
Si presentano quando una molecola polare si avvicina a una molecola non polare, inducendo in essa uno spostamento della distribuzione di carica.
Ad esempio:

```
                   (

  

    

      

        
δ

      

    

    
{\displaystyle \delta }

  

+)(

  

    

      

        
δ

      

    

    
{\displaystyle \delta }

  

-)(

  

    

      

        
δ

      

    

    
{\displaystyle \delta }

  

+)  (

  

    

      

        
δ

      

    

    
{\displaystyle \delta }

  

-)(

  

    

      

        
δ

      

    

    
{\displaystyle \delta }

  

+)
[Dipolo permanente] H-HCO-HCO------Cl-Cl [Dipolo indotto]
```